# Misfits/ミスフィッツ-俺たちエスパー!
『Misfits/ミスフィッツ-俺たちエスパー!』（ミスフィッツ おれたちエスパー!、Misfits）は、イギリスのテレビドラマシリーズ。雷に打たれた5人の不良が超能力を身につけるが、特にスーパーヒーローになるわけでもなく日々奮闘する、オフビートでエッジの効いた作風で若者中心に話題を呼んだ。チャンネル4制作。イギリスや欧州のみならず、アメリカでもhuluで配信され人気を得た。2019年3月31日現在、日本ではhuluでシーズン1〜シーズン5まで配信されている（シーズン3以降は字幕版のみ）。

## メインキャスト
| 役名                        | 俳優                               | 吹替       | 出演      |
| --------------------------- | ---------------------------------- | ---------- | --------- |
| ネイサン (Nathan Young)     | ロバート・シーハン                 | 寺島惇太   | 1–2       |
| ケリー (Kelly Bailey)       | ローレン・ソシャ                   | 行成とあ   | 1–3       |
| アリーシャ (Alisha Daniels) | アントニア・トーマス               | 三瓶由布子 | 1–3       |
| サイモン (Simon Bellamy)    | イワン・リオン                     | 西健亮     | 1–3       |
| カーティス (Curtis Donovan) | ネイサン・スチュワート＝ジャレット | 酒巻光宏   | 1–4       |
| ルディ (Rudy Wade)          | ジョセフ・ギルガン                 |            | 3–5       |
| ジェス (Jess)               | カーラ・クローム                   |            | 4–5       |
| フィン (Finn)               | ネイサン・マクマレン               |            | 4–5       |
| アレックス (Alex)           | マット・ストーキー                 |            | 4–5       |
| アビー (Abbey smith)        | ナターシャ・オキーフ               |            | 4–5       |
| トニー・モアコム            | ダニー・サパニ                     | 楠大典     | 1,2ゲスト |